# Аурахтал
Аурахтал (њем. Aurachtal) општина је у њемачкој савезној држави Баварска. Једно је од 25 општинских средишта округа Ерланген-Хехштат. Према процјени из 2010. у општини је живјело 3.021 становника. Посједује регионалну шифру (AGS) 9572114.

## Географски и демографски подаци
Аурахтал се налази у савезној држави Баварска у округу Ерланген-Хехштат. Општина се налази на надморској висини од 320 метара. Површина општине износи 18,4 km². У самом мјесту је, према процјени из 2010. године, живјело 3.021 становника. Просјечна густина становништва износи 164 становника/km².

## Међународна сарадња
| Мјесто     | Држава   | Врста сарадње | Од    |
| ---------- | -------- | ------------- | ----- |
| Рајхенфелс | Аустрија | партнерство   | 1975. |
| Извор      |          |               |       |